# Martin Kolbe
Martin Kolbe (* 24. März 1957 in Herrenberg) ist ein deutscher Gitarrist und Sänger.

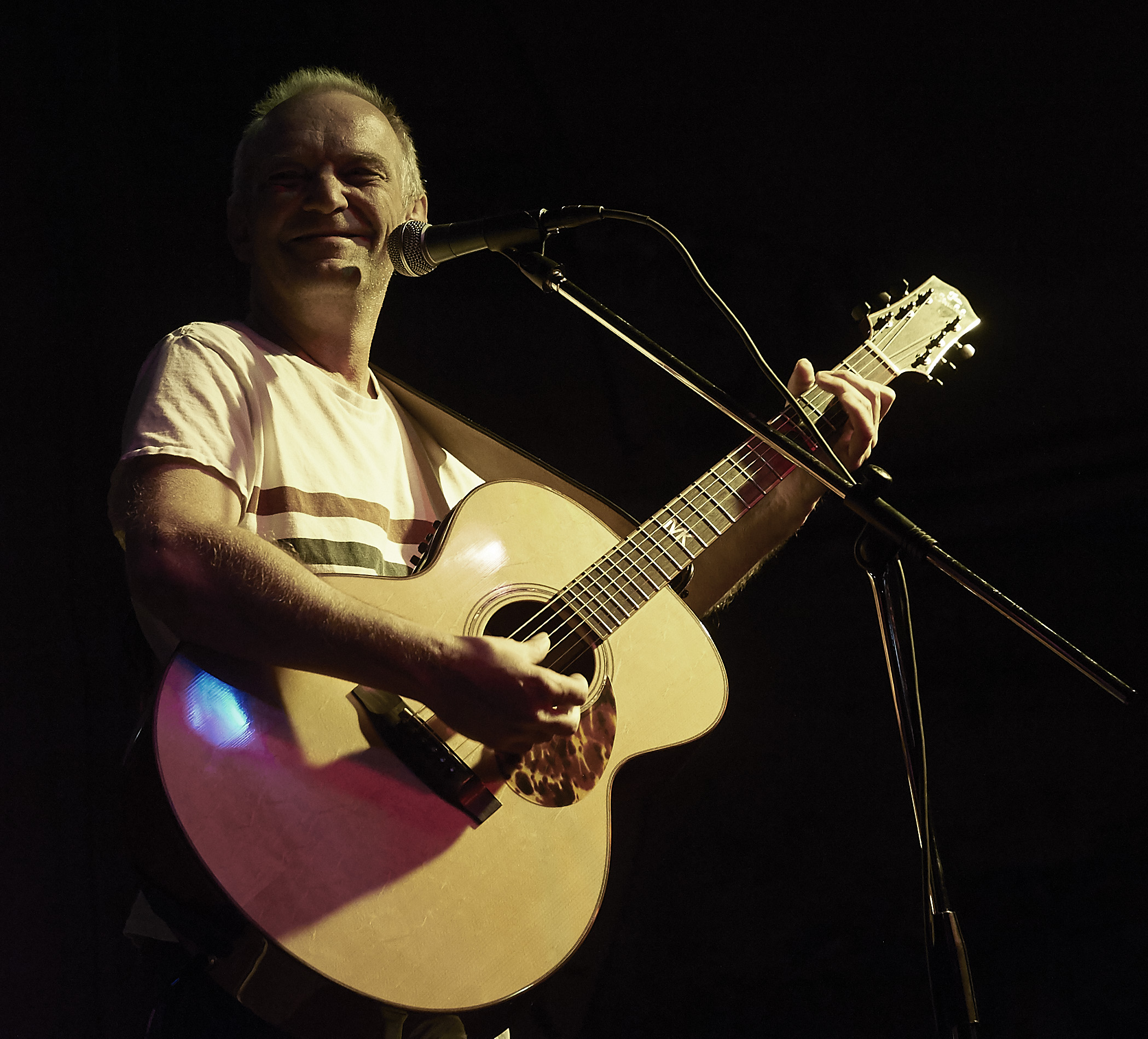
Martin Kolbe (2015)

## Biografie
Martin Kolbe wuchs in Tailfingen, Rutesheim und Waiblingen als Sohn eines Pfarrers auf. Das Spielen auf der Gitarre und dem Schlagzeug brachte er sich autodidaktisch bei. Von 1970 bis 1975 spielte er Schlagzeug in lokalen Rock- und Bluesbands. Ab 1973 hatte er Auftritte als Solist auf der akustischen Gitarre, 1974 erfolgte die erste LP-Veröffentlichung.
1977 begann seine Zusammenarbeit mit Ralf Illenberger als Duo Kolbe & Illenberger. Die erste gemeinsame LP Waves erschien 1978, erreichte in der Jahresbestenliste des SDR einen Platz unter den ersten zehn und wurde von dem Magazin Stereo über längere Zeit als Referenzplatte für akustische Gitarrenmusik verwendet. Das Duo bestritt rund 1.000 Konzerte in etwa 40 Ländern und veröffentlichte sieben Alben. Neben den Konzerten hatten sie zahlreiche Live-Auftritte im Rundfunk und im Fernsehen, unter anderem in der ZDF-Sendung Aspekte und im ARD-Rockpalast.
Das Duo wurde für den Deutschen Schallplattenpreis nominiert und wirkte als Studiomusiker bei verschiedenen Produktionen mit.
1987 beendeten Kolbe und Illenberger das Duo. Kolbe zog nach Zürich; seit 1979 ist er an einer bipolaren Störung erkrankt, was letztendlich seinen Rückzug von der öffentlichen Arbeit als Musiker begründet. Seit 2008 engagiert er sich in der DGBS (Deutsche Gesellschaft für Bipolare Störungen e. V.) und wurde im September 2011 zum 1. stellvertretenden Vorsitzenden und Betroffenenvertreter dieser Gesellschaft gewählt. Er äußerte sich mehrfach öffentlich zu seiner Erkrankung, etwa in SWR1 Leute (2010) und in einem Interview der Zeitschrift Akustik Gitarre (2011). Anfang 2018 legte er das Amt des stellvertretenden Vorsitzenden nieder.
2012 trat Martin Kolbe nach langer Zeit erstmals wieder öffentlich auf, im Rahmen der 12. Jahrestagung der DGBS in Hannover. Im Oktober 2013 folgte ein weiteres Konzert in Zürich, bei dem er seine Songs präsentierte, die sich mit seinen Erfahrungen in und mit der Psychiatrie sowie den Menschen befassen, die er dort getroffen hat.
Im Frühjahr 2014 nahm er die CD Songs from the Inside auf. In seinen englischsprachigen Songs thematisiert er seine Erfahrungen mit der Erkrankung und der Psychiatrie. Im Mai 2014 ging Kolbe mit der von ihm initiierten „Bipolar Roadshow“ auf Tournee durch Deutschland, wobei er bei seinen neuen Songs von den Gitarristen Peter Autschbach und Ralf Illenberger begleitet wurde. Bei dieser Gelegenheit stand das Duo Kolbe & Illenberger nach 28 Jahren erstmals wieder gemeinsam auf einer Bühne.
2017 veröffentlichte das Duo die Doppel-CD Essentials mit den Studioarbeiten, die von den beiden als die Wesentlichsten angesehen werden.
2021 erschien Rockpalast Acoustic 1979, eine Box mit einer DVD und drei CDs, welche die Auftritte von Peter Finger, Werner Lämmerhirt und Martin Kolbe & Ralf Illenberger im Rockpalast aus dem Jahre 1979 zeigt.
2022 gab das Label MiG Music die CD Emotions – Live in Bremen heraus, ein Konzertmitschnitt von Radio Bremen aus dem Jahr 1978.
2023 verlieh die DGBS ihren Aretäus-Preis für besonderes Engagement für Bipolare Störungen an Martin Kolbe.

## Diskographie

### Solo
- 1974: Last Lust of Billy the Kid (PS Records)
- 1975: 37¼ (Intercord)
- 1977: Blue Moment (Stockfisch Records)
- 1991: White Light (Narada)
- 2014: Songs from the Inside (Timezone)

### Mit Ralf Illenberger
- 1978: Waves (Mood Records)
- 1979: Colouring the Leaves (Mood Records)
- 1980: Live KID mit Wolfgang Dauner (Mood Records)
- 1982: Flieger (Wundertüte)
- 1983: Tronic (Wundertüte)
- 1985: KID – Second Step mit Wolfgang Dauner (Mood Records)
- 1987: 7 (Mood Records)
- 1988: Highlights (Mood Records)
- 2017: Essentials (Timezone)
- 2022: Emotions – Live in Bremen 1978  (MiG)

### Beiträge aufSamplern
- 1986: New Age of Europe vol 1 (Blue Flame), Titel Waves und Sommerabend
- 1991: A Childhood Remembered (Narada), Titel Hiawatha's Song
- 1991: Wisdom of the Wood (Narada), Titel La Couronne
- 1992: Guitar Works (Narada), Titel Hexagram of the Heavens und Bye Bye Lullaby
- 2021: Rockpalast Acoustic 1979 (MiG), DVD und 3 CDs mit den Rockpalast-Auftritten von Peter Finger, Werner Lämmerhirt und Martin Kolbe & Ralf Illenberger
- 2024: European Primitive Guitar (NTS), Titel Veits Tanz (Kolbe & Illenberger)

### Mitarbeit
- als Studiomusiker unter anderem bei Volker Kriegel, Hannes Wader, Anne Haigis und Thommie Bayer
- als Produzent unter anderem bei Thommie Bayer
- als Studiomusiker auf der Cochise-LP Unter Geiern mit Ralf Illenberger (Titel: Morgengrauen)